# Batu Hijau
Pour les articles homonymes, voir Batu (homonymie).
Batu Hijau est une mine à ciel ouvert d'or et de cuivre située près de la pointe occidentale de l'île de Sumbawa, en Indonésie.

## Description
Elle mesure 1,5 km de diamètre et plonge à 105 m sous le niveau de la mer. Quand le filon de Batu Hijau sera épuisé, dans une vingtaine d'années[Quand ?], la mine atteindra −450 m.

## Historique
Ouverte en 2000 par la compagnie Newmont Mining Corporation, elle emploie 8 000 Indonésiens. La société américaine a investi 600 millions de dollars dans cette mine de l'est de l'Indonésie pour amoindrir l'impact environnemental. Mais, pour y extraire une seule once d'or (31.10348 grammes), il faut excaver plus de 250 tonnes de roche et de minerai.

## Exploitation
La hausse des prix de l'or et les techniques de pointe poussent les sociétés à exploiter de microscopiques particules d'or. A Batu Hijau, Newmont Mining emploie un procédé de flottaison très précis et non toxique pour détacher l'or et le cuivre de la roche (différent de la technique de la cyanuration qui consiste à dissoudre le minerai dans une solution de cyanures alcalins, qui est potentiellement toxique et que la compagnie utilise dans certaines autres de ses mines). Mais aucune méthode ne peut éliminer comme par magie la masse de déchets produite par l'exploitation. Batu Hijau génère en moins de seize heures un poids de déchets supérieur au poids total d'or extrait dans toute l'histoire de l'humanité. Ces déchets se présentent sous deux formes. La roche mise au rebut est empilée pour constituer des montagnes aplaties, qui s'étalent dans l'ancienne forêt vierge. Et les résidus de la mine, effluents du traitement chimique, sont rejetés par Newmont Mining dans le fond de la mer via des canalisations. Les résidus sont rejetés à 3,4 km des côtes, par 125 m de profondeur, au-dessus d'une pente abrupte qui les précipite à plus de 3 000 m de fond. La qualité des résidus, des tuyaux et du fond marin est suivie de près.